# Christophorus Clavius
Christophorus Clavius est le nom latin d'un savant jésuite allemand, mathématicien et astronome, né le 25 mars 1538 à Bamberg et mort le 6 février 1612 à Rome.

## Biographie
On ne sait pas grand-chose des premières années de la vie de Clavius, mis à part son lieu de naissance, Bamberg, et une date probable pour sa naissance, le 25 mars 1538. Nous ne savons même pas avec certitude son nom allemand. Certains ont proposé Christoph Clau ou Klau. D'autres ont émis l'hypothèse que Clavius soit la version latinisée de son nom de naissance qui pourrait alors être « Schlüssel » (« clé » se dit « Schlüssel » en allemand, et « clavis » en latin).
Clavius a rejoint l'ordre des jésuites en 1555. À l'appel de Pedro da Fonseca, il s'est rendu à l'université de Coimbra au Portugal ; il est possible qu'il y ait eu des contacts avec le grand mathématicien portugais Pedro Nunes. Il alla ensuite en Italie pour étudier la théologie au collège romain de Rome. Il est professeur de mathématiques de 1567 à 1595. Lors de la composition du Ratio Studiorum il imposera pour un temps l'enseignement des mathématiques. Il souhaita d'ailleurs que la Compagnie de Jésus fonde une académie de mathématiques.

### Le nouveau calendrier
En 1579 on demanda à Clavius de préparer les bases d'un nouveau calendrier pour corriger la dérive séculaire du calendrier julien. Il utilisa pour cela les Tables pruténiques d'Erasmus Reinhold. Le calendrier qu'il proposa fut promulgué par le pape Grégoire XIII (bulle Inter gravissimas) en 1582 et progressivement adopté dans le monde ; il est toujours en usage aujourd'hui sous le nom de calendrier grégorien.
Il était adversaire du système de Copernic et son rôle de premier plan dans la réforme du calendrier grégorien fit de lui la cible de plusieurs mathématiciens, au nombre desquels François Viète. Ce dernier, dans une série de pamphlets, dont l'Adversus Christophorum Clavium explicatio, accusa Clavius auprès du pape Grégoire XIII de s'être mépris sur la signification des travaux de son devancier, le mathématicien Aloysius Lilius.

### Mathématiques
Il a rédigé en 1574 une traduction latine des Éléments d'Euclide, qui comportait beaucoup de compléments dus à ses propres travaux. Cet ouvrage a été une version de base pour les mathématiciens depuis la Renaissance jusqu'à Descartes et Leibniz. Par ailleurs, il a écrit aussi un livre d'algèbre en 1608, et fut le premier à utiliser le point décimal. Son Algebra (Rome 1608) marque la première apparition des symboles « + » et « - » en Italie.

## Œuvres

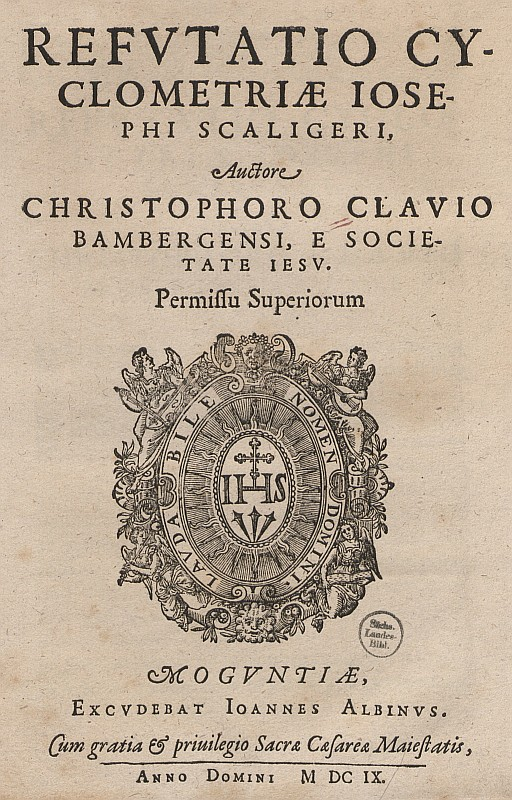
Refutatio Cyclometriae Iosephi Scaligeri.

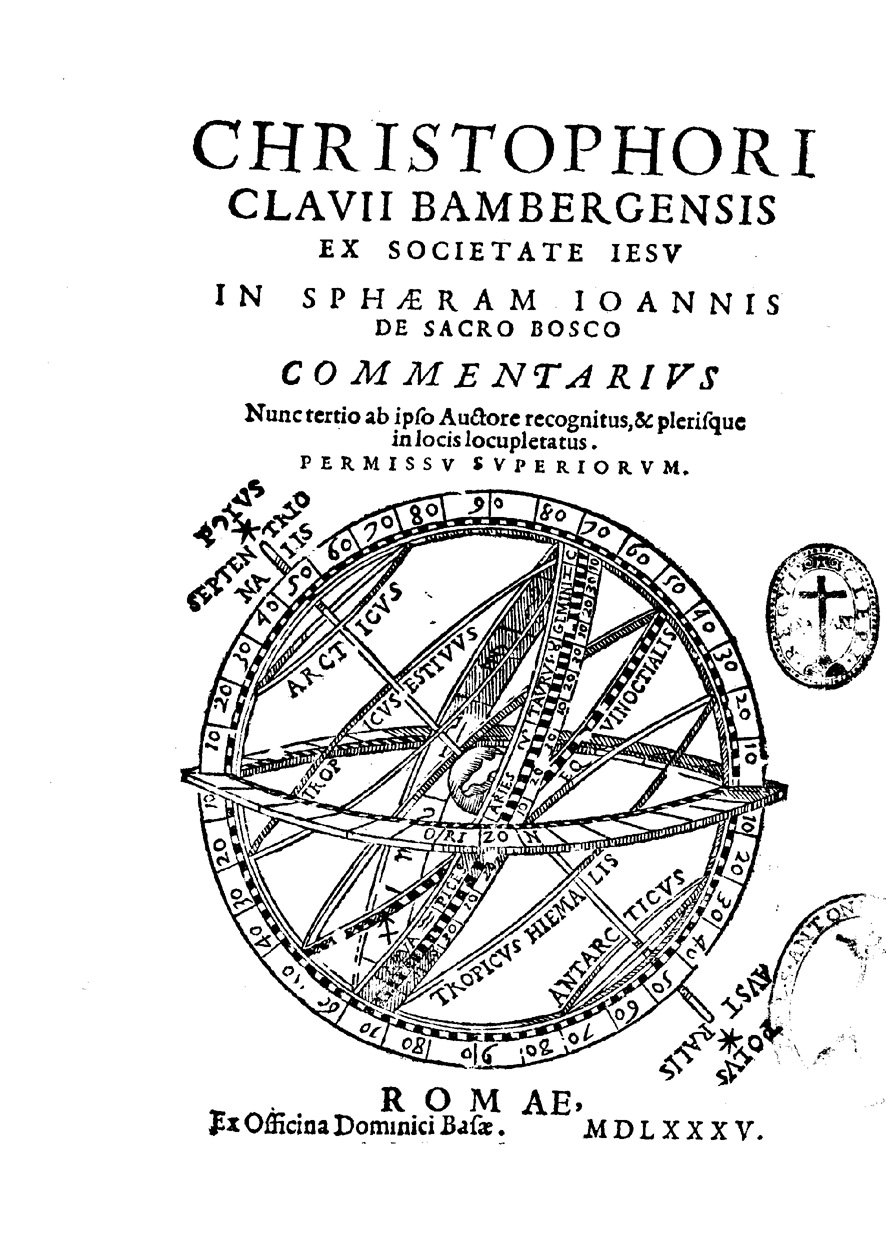
In Sphaeram Ioannis de Sacro Bosco commentarius, 1585.

- Novi calendarii romani apologia, Rome, 1588
- Romani calendarii a Gregorio XIII P.M. restituti explicatio, Rome, 1603Explication du calendrier grégorien
  - Romani calendarii a Gregorio XIII P.M. restituti explicatio, édition en ligne de l'European Cultural Heritage Online
  - Romani calendarii a Gregorio XIII P.M. restituti explicatio, édition de l'université Notre-Dame
- Commentaires sur Euclide, 1574
- Elementorum Libri XV, Cologne, 1627, Édition en ligne de la Bibliothèque d'État et universitaire de Saxe à Dresde
- Traité de gnomonique, 1581
- (it) Christoph Clavius, Ugo Baldini (dir.) et Pier Daniele Napolitani (dir.), Corrispondenza Edizione critica, Pise, Università di Pisa – Dipartimento di Matematica, 1992 Édition critique de la correspondance

### Œuvres en ligne
- Opera mathematica, Université Notre-Dame
- Clavius, Christoph; Baldini, Ugo; Napolitani, Pier Daniele (eds.), Corrispondenza, 1992 (1,15 GB)

## Renommée
- Clavius fut surnommé l'« Euclide du XVIe siècle ».
- En 1593, il fit partie des mathématiciens pressentis par Adrien Romain pour résoudre son équation du 45e degré, et dont François Viète triomphera.
- La consequentia mirabilis[4] porte également le nom de « loi de Clavius ».
- Son nom a été donné au cratère Clavius, le deuxième plus grand de la face visible de la Lune.
- À Bamberg, sa ville natale, on trouve :
  - un Clavius-Gymnasium, gymnasium scientifique et technique,
  - une plaque commémorative, rue An der Universität, à l'ancien collège des jésuites[5],
  - une rue Clavius.